# 관자뼈 꼭지부분
관자뼈의 꼭지부분(mastoid part of the temporal bone)은 머리뼈를 이루는 뼈 중 하나인 관자뼈의 뒤쪽 부분이다. 이 부분의 거친 표면에는 힘줄을 통해 다양한 근육들이 와서 닿으며 혈관이 지나다니기 위한 구멍들이 있다. 꼭지부분의 경계에서 꼭지부분은 두 개의 서로 다른 뼈들과 관절을 이룬다.

## 어원
'Mastoid'라는 단어는 '유방'이라는 뜻의 그리스어 단어에서 유래했다. 이 부분의 모양이 유방과 비슷했기 때문이다.

## 표면

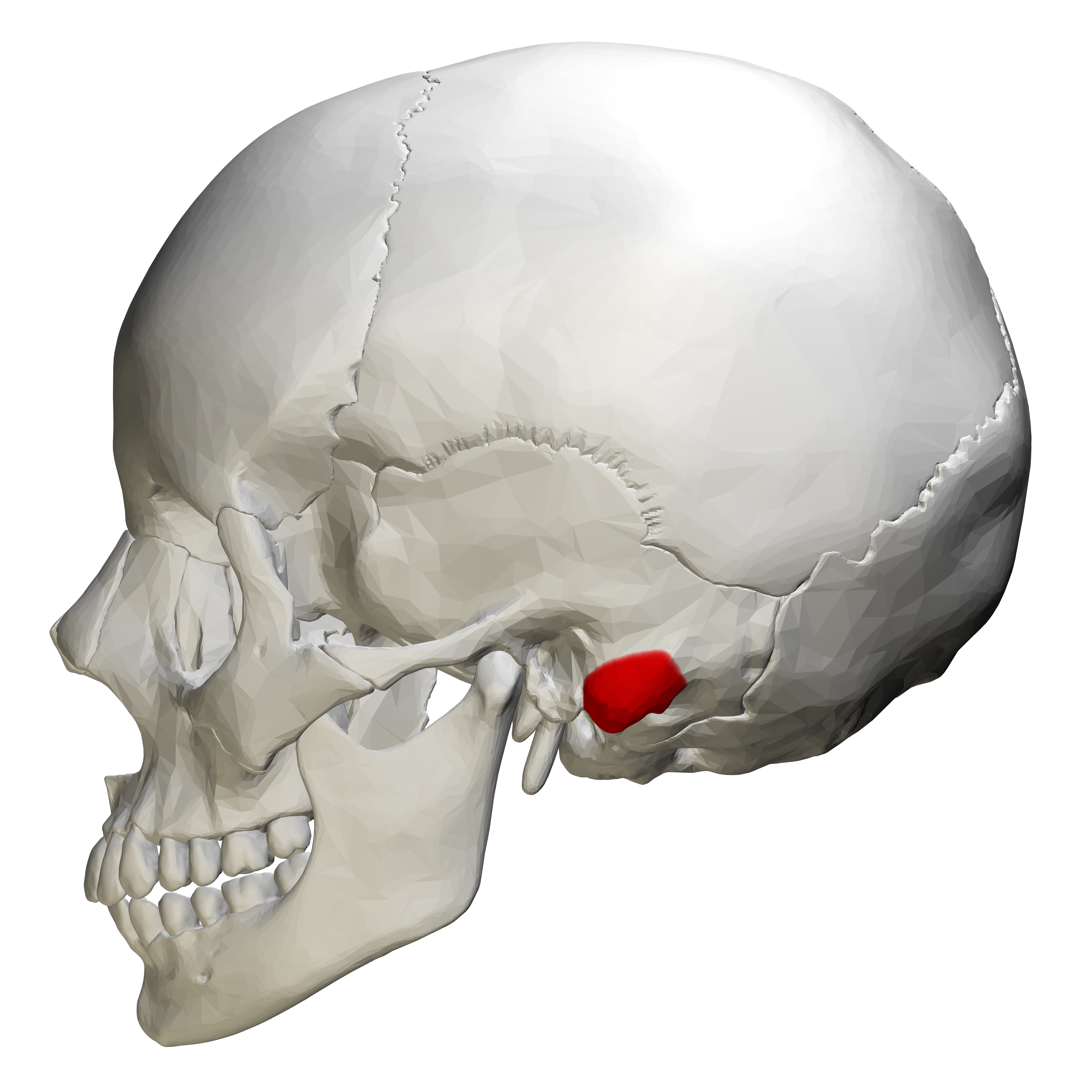
빨간색으로 표시된 꼭지돌기

### 바깥면
꼭지부분의 바깥면은 거칠고 뒤통수힘살과 뒤귓바퀴근의 닿는 곳이기도 하다. 많은 수의 구멍들에 의해 관통되는데, 예를 들어 꼭지구멍은 꼭지부분 뒤쪽 경계 근처에 존재하며 가로정맥굴로 가는 정맥들과 경막으로 가는 뒤통수동맥의 작은 가지들이 이 구멍을 통해 주행한다. 구멍의 위치와 크기는 변이가 심한데, 아예 없기도 하다. 간혹 뒤통수뼈에 위치하기도 하며 관자뼈와 뒤통수뼈 사이의 봉합에 위치하기도 한다.

### 꼭지돌기
꼭지돌기는 바깥귀길의 뒤아래쪽, 관자뼈 붓돌기의 가쪽에 위치하며 원뿔 또는 각뿔 모양으로 튀어나와 있다. 귀 뒤와 아래에 뼈 돌출부를 형성한다. 그 크기와 형태는 다양하다(예: 암컷에서보다 수컷에서 더 큼). 또한 코곁굴 또는 꼭지벌집으로 채워져 있다. 꼭지돌기에는 목빗근, 턱두힘살근의 뒤힘살, 머리널판근, 머리가장긴근이 와서 붙는다. 꼭지돌기 안쪽에는 깊은 고랑인 꼭지패임이 존재하는데, 여기에는 턱두힘살근이 붙는다. 꼭지패임 안쪽에는 얕은 고랑인 뒤통수동맥고랑(occipital groove)이 존재하며, 이 고랑으로 뒤통수동맥이 지나간다. 얼굴신경은 꼭지돌기 가까이를 지나간다.

### 안쪽면
꼭지부분의 안쪽면에는 구부러진 S자형으로 깊게 패인 고랑인 구불고랑이 있으며, 가로정맥굴의 일부가 여기 들어가 있다. 구불고랑 안에 꼭지구멍이 열리는 부분이 있을 수 있다.
가로정맥굴의 고랑은 매우 얇은 뼈 층에 의해 꼭지벌집의 가장 안쪽과 나누어져 있지만, 부분적으로 뼈 층이 없을 수도 있다.

## 경계
꼭지부분의 위쪽 경계는 넓고 톱니 모양으로, 마루뼈의 꼭지각(mastoid angle)과 관절을 이룬다.
꼭지부분의 뒤쪽 경계 역시 톱니 모양으로, 뒤통수뼈의 아래쪽 경계과 관절한다. 관절의 위치는 목정맥구멍돌기와 가쪽각 사이이다.
앞쪽에서 꼭지부분은 위쪽의 뒤통수뼈 비늘부분의 내림부분과 섞인다. 아래쪽에서는 바깥귀길과 고실 입구로 들어간다.

## 공간
꼭지부분의 단면을 보면 그 크기와 수가 매우 다양한 공간(꼭지벌집)으로 인해 속이 비어 있는 곳이 많다. 꼭지돌기의 위쪽과 앞부분에서는 꼭지벌집들이 크고 불규칙하며 공기를 포함하고 있지만 아래쪽으로 갈수록 크기가 줄어든다. 꼭지돌기 꼭대기에 있는 꼭지벌집은 종종 아주 작고 골수를 포함하고 있다. 때로는 꼭지벌집이 아예 없을 수 있으며 이 경우 꼭지부분 전체가 딱딱한 뼈로 존재한다.
꼭지벌집 외에도 꼭지부분의 위쪽과 앞쪽 부분에 크고 불규칙한 구멍이 있는데 이를 고실동이라고 한다. 꼭지벌집과 이어지지만 구별되어야 한다. 꼭지벌집과 마찬가지로 공기로 채워져 있으며, 고실동으로 이어져 있는 고실의 점막이 연장되어 고실동을 덮고 있다. 고실동의 위쪽 경계는 얇은 뼈 판이며, 이 판은 고실의 천장(tegmen tympani)이다. 고실의 천장은 머리뼈바닥 중간의 오목과 판을 분리한다. 또한 고실동 아래쪽 경계는 꼭지돌기에 의해, 가쪽 경계는 마루뼈의 관자선 바로 아래에 있는 비늘부분에 의해, 안쪽 경계는 고실동 빈 공간으로 들어오는 속귀의 가쪽반고리관에 의해 지어진다. 고실동은 고실위오목으로 알려진 고실의 부분 앞쪽을 통해 고실로 열린다. 고실동은 태어날 당시부터 존재하는 상당한 크기의 빈 공간이다. 꼭지벌집은 고실동의 곁주머니(게실)로 볼 수 있으며 출생 시 또는 이전에 나타나기 시작한다. 5살까지는 뚜렷하게 나타나지만 사춘기가 될 때까지도 발달이 완료되지 않는다.

## 발생
꼭지돌기는 신생아 머리뼈에서는 없거나 초기 단계의 발생 과정에 있다. 목빗근이 발달하여 뼈를 잡아당기면서 생후 1년 이후부터 형성된다. 보통 2세까지 구조적 발달을 끝낸다.

## 임상적 중요성

### 꼭지돌기
꼭지돌기의 출생 후 발달이 늦기 때문에 해당 부위에 출생 이전 생긴 손상은 종종 자연적으로 회복된다. 남아프리카에서 가장 큰 크기의 꼭지돌기가 발견되었으며, 북미 인디언에서는 가장 적게 발견된다.
드물게 꼭지돌기에서 병변이 발생할 수 있다.

## 같이 보기
- 꼭지돌기염

## 참고 문헌
이 문서는 현재 퍼블릭 도메인에 속하는 그레이 해부학 제20판(1918) page 141의 내용을 기초로 작성된 글이 포함되어 있습니다.
1. ↑  〈Chapter 2 - Anatomical Terminology〉. 《Human Osteology》 (영어) Thi판. San Diego: Academic Press. 2012년 1월 1일. 11–24쪽. doi:10.1016/b978-0-12-374134-9.50002-7. ISBN 978-0-12-374134-9.
2. ↑  Barral, J. P. (2009). 《Manual therapy for the cranial nerves》. Edinburgh: Elsevier. 153-166쪽. ISBN 978-0-7020-3736-8.
3. ↑  Cinamon, Udi (2009년 6월). “The growth rate and size of the mastoid air cell system and mastoid bone: a review and reference”. 《European archives of oto-rhino-laryngology: official journal of the European Federation of Oto-Rhino-Laryngological Societies (EUFOS): affiliated with the German Society for Oto-Rhino-Laryngology - Head and Neck Surgery》 266 (6): 781–786. doi:10.1007/s00405-009-0941-8. ISSN 1434-4726. PMID 19283403.
4. 1 2  〈Chapter 50 - Diseases of the Seventh Cranial Nerve〉. 《Peripheral Neuropathy》 (영어) Four판. Philadelphia: W.B. Saunders. 2005년 1월 1일. 1219–1252쪽. doi:10.1016/b978-0-7216-9491-7.50053-3. ISBN 978-0-7216-9491-7.
5. ↑  Petaros, Anja; Sholts, Sabrina B.; Čavka, Mislav; Šlaus, Mario; Wärmländer, Sebastian K. T. S. (2021년 6월 26일). “Sexual dimorphism in mastoid process volumes measured from 3D models of dry crania from mediaeval Croatia”. 《HOMO》 (영어): 113–127. doi:10.1127/homo/2021/1243.
6. ↑  〈Chapter 53 - Nonneoplastic Mass Lesions of the Central Nervous System〉. 《Handbook of Neuro-Oncology Neuroimaging》 (영어) Seco판. San Diego: Academic Press. 2016년 1월 1일. 653–665쪽. doi:10.1016/b978-0-12-800945-1.00053-7. ISBN 978-0-12-800945-1.